# رافائل فنته-دامرس
رافائل فنته-دامرس (فرانسوی: Rafael Fente-Damers‎؛ زادهٔ ۱۷ اکتبر ۲۰۰۶) شناگر اهل فرانسه است.
وی در مسابقات کشوری و بین‌المللی در مجموع برندهٔ ۱ مدال برنز شده است.